# Eilema catenata
Eilema catenata là một loài bướm đêm thuộc phân họ Arctiinae, họ Erebidae.